# Hercilia Fernández de Mujía
Hercilia Fernández Quintela, conocida como Hercilia Fernández de Mujía (Potosí, 1860-1929), fue una poeta y artista musical boliviana.

## Biografía
Hercilia nació en 1860 en la ciudad de Potosí. Fue hija de Benjamín Fernández y de Matilde Quintela. Pasó su infancia en una casa de la calle del Prado en la ciudad de Sucre, junto a sus dos hermanas, Ofelia y Matilde. Desde pequeña nació su entusiasmo por la música y la literatura. Su padre era profesor de Derecho en la Universidad San Francisco Xavier, y uno de sus alumnos, el poeta tarijeño T. O’ Connor d’Arlach, dijo al respecto de Hercilia, a quien pudo ver en su casa al acudir a una reunión con su profesor.

Era, entonces, Hercilia, una muchacha encantadora, de grandes y hermosos ojos negros (…) Tenía dos hermanas: Ofelia y Matilde; las tres eran igualmente buenas y amables, pero Hercilia sobresalió por su belleza y talento, y era la preferida… Aprendió la literatura, la música y el francés con perfección… Todavía parecen halagar nuestros oídos sus dulcísimos acordee de su piano y su voz de ruiseñor.

Fue miembro de la Sociedad Filarmónica de Señoras y de Beneficencia y de la Sociedad Filarmónica de Sucre. Publicó poemas en el periódico El Semanario de Sucre, en donde también aparecieron los versos de la chuquisaqueña María Josefa Mujía: la “Poetisa Ciega”. La obra más importante de Hercilia fue el libro Mis versos, publicado en Lima en 1909 y dividido en: Impresionistas, Elegías, Traducciones e Imitaciones. Uno de los poemas más elogiados: “El porvenir”, lo dedicó a su padre. Compuso también algunas piezas musicales, sobre todo valses. Al igual que Modesta Sanginés Uriarte, creó variaciones sobre el Himno Nacional, e igual que esta última, tuvo posturas feministas. 

### La educación de la mujer
Hercilia Fernández de Mujía fue autora de una serie, en cuatro partes, denominada "La educación de la mujer", en donde sostiene que la única debilidad innata de la mujer es la debilidad orgánica, derivan de la escasa educación y contamina a la sociedad señorial, por ello habla de "la deficiencia de las nociones morales que se transmiten a los hijos".
Considera que la educación moral, principal rol de la mujer, es la base de toda "sociabilidad" republicana como fuerza homogeneizadora que elimina "la diferencia de clases".
Como muchos feminismos de élite de la época, sin embargo, el modelo opera a partir de la explícita de los que nos son sociales: indios, cholos, con "un fondo acumulado de antecedentes ancestrales -dice en su obra- cuyo origen se pierde en la dilatación del tiempo y que se mantiene como tendencia instintiva indestructible. (...) A pesar de las modificaciones obtenidas por la mujer (...) se presenta la tendencia dominantes de la raza..."
Los autores del libro Hacia una historia crítica de la literatura en Bolivia, sostienen que Adela Zamudio fue directa heredera del feminismo de Hercilia Fernández de Mujía y de Lindaura Anzoátegui de Campero.
En 1889, en el salón legislativo de Sucre, Hercilia leyó su poema “A Chuquisaca” en honor al 80 aniversario del 25 de mayo de 1809, fecha en la que Chuquisaca luchó por su independencia.

De un porvenir lejano rasgó el velo

De libertad la idea salvadora
Irradiando en la mente soñadora
De los heroicos hijos de este suelo.
A su posteridad con noble anhelo,
legar quisieron paz consoladora,
rompiendo una cadena que opresora,
quiso impedir de la verdad el vuelo.
Avanza lento, mas vendrá ese día
en que su ensueño quede paralizado,
en que feliz la América sonría.
Saludando al gran pueblo denodado,
Que alzando en Mayo su pendón guerrero,

¡quiso ser de los libres: el primero!

 Hercilia también tradujo obras literarias, la mayor parte del francés. Su figura, sin embargo, ha perdido importancia en el tiempo. Enrique Finot, el historiador boliviano, apunta sobre ella: "correcta y discreta pero menos fecunda". Sin embargo, hay quienes consideran que su trabajo intelectual, aunque inadvertido, debe ser retomado. Es el caso de Adolfo Cáceres Romero, quien dice al respecto del trabajo de las mujeres de aquel entonces: 
El XX fue de los poetas (...) Tiempo de lucha para la mujer que apenas figuraba en los primeros años del XX. Adela Zamudio era su paladín, poeta y narradora. El papel intelectual de esas mujeres ha pasado casi inadvertido. El Álbum, era una revista femenina publicada a fines del XIX, en Sucre; dirigida por Carolina Freyre de Jaimes, madre del autor de Castalia Bárbara (Jaimes Freyre); revista donde escribían varias mujeres; entre ellas Hercilia Fernández de Mujía (...)
Fue en El Álbum en donde Hercilia publicó la mayoría de sus pensamientos feministas.
De su matrimonio con Ricardo Mujía nacieron tres hijos: Benjamín, Gastón y Hercilia.